# Комсомольський парк (Владикавказ)
Комсомольський парк (ос. Фæскомцæдисон парк), офіційна назва — Парк імені 50-річчя ВЛКСМ — парк, що знаходиться в Іристонськом муніципальному окрузі місто Владикавказа, Північна Осетія, Росія. Розташований між вулицями Шмулевича, Пушкінський, Разіна і Академіка Шенгрена.
Пам'ятка природи Північної Осетії. Площа парку — 99 га.

## Історія
Парк закладений на території колишнього міського кладовища, яке утворилося на початку XIX століття. Вперше кладовище було відзначено на плані міста Владикавказа «карти Кавказького краю», яка видавалася в 60-70-і роки XIX століття. У 1911 році на плані міста Владикавказа Терської області видання Обласного статистичного комітету кладовище відзначено як 1-е міське кладовище.
У 1879 році на території кладовища на особисті кошти владикавказького купця Івана Ситова і була споруджена Володимирівська каплиця.
4 лютого 1931 року міська рада ухвалила рішення про закриття 1-го міського кладовища, територію якого планувалося передати під городи. 15 червня 1931 року вийшло повторне рішенням міської ради, яке забороняло виробляти нові поховання з 20 червня 1931 року у зв'язку з тим, що навколо кладовища на відстані 20 метрів знаходяться житлові будинки. Передбачається, що останнє поховання на кладовищі було зроблено в 1957 році.
17 жовтня 1968 року міська рада надала парку найменування «Парк імені 50-річчя ВЛКСМ».
У 2010 році на території парку розпочато будівництво фізкультурно-оздоровчого комплексу Північно-Осетинського університету, яке було відкладено на три роки через виявлені людські останки. Фахівці припустили, що поховання було скоєно ще в дореволюційний період. У могилі Невідомого солдата знайдена медаль "За упокорення польського заколоту».

## Пам'ятки
- Пам'ятник воїнам-комсомольцям, загиблим у Велику Вітчизняну війну. Скульптор Борис Тотієв. Об'єкт культурного значення федерального значення (№1500021000)[6].
- Пам'ятник революціонерам. Встановлений у 1955 році. Під цим пам'ятником поховані революціонери С.Я. Шмулевич, Ф. Г. Камалов, Нікітін, Серебабов і Огнєв. Єдина збереглася до нашого часу могила колишнього 1-го міського кладовища.

## Джерело
- Владикавказ. Карта города, изд. РиК, Владикавказ, 2011
- Кадыков А. Н., Улицы, переулки, площади и проспекты г. Владикавказа: справочник, изд. Респект, Владикавказ, 2010, стр. 427—429, ISBN 978-5-905066-01-6